# Mesoleptidea hilaris
Mesoleptidea hilaris är en stekelart som först beskrevs av Johann Ludwig Christian Gravenhorst 1829.  Mesoleptidea hilaris ingår i släktet Mesoleptidea och familjen brokparasitsteklar. Arten är reproducerande i Sverige. Inga underarter finns listade i Catalogue of Life.